# گوژنگ دولنه
گوژنگ دولنه (به لاتین: Gorzeń Dolny) یک روستا در لهستان است که در گمینا وادوویتسه واقع شده‌است. گوژنگ دولنه ۴۵۸ نفر جمعیت دارد.